# Contheyloides boninensis
Contheyloides boninensis är en fjärilsart som beskrevs av Matsumura 1931. Contheyloides boninensis ingår i släktet Contheyloides och familjen snigelspinnare. Inga underarter finns listade i Catalogue of Life.